# Bornholmi csata (1457)
A Bornholmi csata (1457) Bornholm közelében lezajlott tengeri ütközet, a Tizenhárom éves háború (1454-66) csatája 1457. augusztus 14-15-én.

A dán király, I. Keresztély a teuton lovagok megsegítésére hajókat küldött, mivel Gdańsk flottája amúgy is a Kázmér lengyel királyt támogatta.
A dán flotta kiegészült a kardlovagok livóniai hajóival és a németalföldi (amszterdami) hajókkal, így összesen 16-an voltak. A danzigi flotta nem tudni hány hajóval, Jakob Heine vezetésével a dán partoknál legyőzte a szövetséges flottát. A danzigiak 12 halottal számolhattak a két napos csata végeredményeként.